# Kujō Yoshitsune
Kujō Yoshitsune (九条良経?   1169 - 16 de abril de 1206) fue un cortesano de alta categoría y poeta japonés que vivió en las postrimerías de la era Heian y comienzos de la era Kamakura. Fue conocido también como Go-Kyōgoku Yoshitsune (後京極 良経?). Su padre fue Kujō Kanezane y su madre fue la hija de Fujiwara no Sueyuki; tuvo como esposa a la hija de Ichijō Yoshiyasu y prima de Minamoto no Yoritomo. Sus hijos fueron Kujō Michiie y Kujō Risshi, Emperatriz Chūgū del Emperador Juntoku.

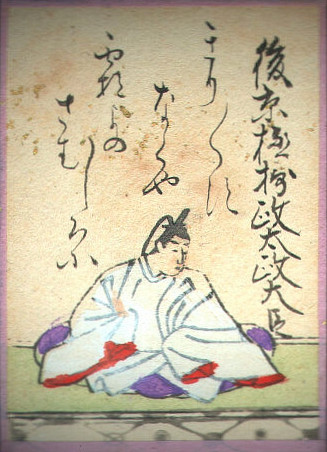
Kujō Yoshitsune, en el Ogura Hyakunin Isshu.

En 1179 recibió el Genpuku y recibió el título de Jugoi y de chambelán. Hacia 1180 fue promovido a Shōgoi, a Jushii en 1183, a Shōshii en 1184 y a Jusanmi en 1185. También en 1185 fue nombrado vicegobernador de la provincia de Harima, en 1186 fue promovido a Shōsanmi, en 1187 como Junii y en 1188 como Shōnii. Con la muerte repentina de su hermano mayor Kujō Yoshimichi en 1188, su padre Kanezane lo nombró heredero de la familia Kujō. En 1189 fue promovido a Gonchūnagon y en el mismo año a Gondainagon, hacia 1190 fue nombrado por el Emperador Go-Toba como Chūgū no Daibu o chambelán de su hermanastra Kujō Ninshi de Taike Mon In, Emperatriz Chūgū del Emperador Go-Toba y en 1195 fue nombrado como Naidaigon.
Sin embargo, en 1196 surgió dentro de la Corte Imperial una facción contraria a la influencia del poder de Kanezane y sus hijos, dirigida por Takashina no Eishi y Minamoto no Michichika y ocurrió el Golpe del año siete de Kenkyū, pero fue suprimida poco después y sus conspiradores fueron confinados al exilio o a la reclusión.
Yoshitsune fue promovido a Sadaijin en 1199, luego a Nairan en 1202 y en ese mismo año como Sesshō (regente) del Emperador Tsuchimikado. Hacia 1204 fue promovido a Juichii y como Daijō Daijin (Canciller del Reino), pero renunciaría en 1205. En 1206 sería asesinado en su habitación, a la edad de 38 años. Se tuvo como sospechoso a Sugawara no Tamenaga y se cree que su asesinato tuvo como razón las relaciones discordantes entre Yoshitsune y el shogunato Kamakura, aunque nunca se pudo aclarar el caso.
Yoshitsune fue conocido por sus habilidades en la poesía waka, en la caligrafía y en la poesía china. Con el patrocinio y colaboración de su tío, el monje Jien, participó en círculos poéticos durante la era Kenkyū y posteriormente dentro de los círculos poéticos del Retirado Emperador Go-Toba; también participó en diversos concursos de waka. Fue el encargado de hacer el prefacio de la antología imperial Shin Kokin Wakashū. Uno de sus poemas se encuentra incluido en el Ogura Hyakunin Isshu.